# Dévillac
Dévillac es una comuna francesa situada en el departamento de Lot y Garona, en la región de Nueva Aquitania.

## Demografía
| 137 | 113 | 115 | 129 | 117 | 121 | 141 |
| Para los censos de 1962 a 1999 la población legal corresponde a la población sin duplicidades (Fuente: INSEE [Consultar]) |     |     |     |     |     |     |